# Irregulars
Els irregulars (Irregularia) són una infraclasse d'equinoïdeus de la subclasse Euechinoidea. La seva característica principal és que són eriçons de mar “irregulars”, en el sentit que no respecten la simetria pentaradial específica del grup. Altres característiques inclouen una forma de vida sovint endògena (viuen enterrats al sediment), les radioles sovint modificades en una catifa d'espines curtes semblants als cabells i un aparell oral molt modificat, adaptat a la ingestió de sediments.

## Taxonomia
La infraclasse Irregularia es classifica, segons WoRMS, de la manera següent:
- Ordre Echinoneoida
- Ordre Holectypoida †
- Superordre Atelostomata
  - Ordre Holasteroida
  - Ordre Spatangoida
- Superordre Neognathostomata
  - Ordre Cassiduloida
  - Ordre Clypeasteroida
  - Ordre Echinolampadoida